# Enrique Moradiellos García
Enrique Moradiellos García (Oviedo, 1961) és un historiador - catedràtic d'universitat espanyol.

## Carrera acadèmica
És historiador universitari-professional (Ciència de la Historia —Historiografia i Historiologia—), llicenciat en Història, doctor en Història (per la Universitat d'Oviedo) i catedràtic d'Història Contemporània a la Universitat d'Extremadura (on exerceix com a professor) des de 2007 (habilitat en 2006 a la Universitat de Barcelona). Professor d'aquesta matèria a la Universitat de Londres (Queen Mary and Westfield College - Department of History) i en la Universitat Complutense de Madrid (Facultat de Geografia i Historia - Departament d'Història Contemporània).
El departament d'Història de la Universitat d'Oviedo va subvencionar les seves primeres recerques (llicenciat de Grau i recerca Predoctoral -tesina doctoral o tesi de llicenciatura-), centrades en la història social de Astúries en l'època contemporània. Després, en 1989, es va traslladar a la Universitat de Londres per exercir com Research Fellow al Centre d'Estudis Espanyols Contemporanis, adscrit al Queen Mary & Westfield College (com a becari de Recerca Postdoctoral i Professor Ajudant). Des de llavors ha alternat la seva tasca docent —desenvolupada a la Universitat Complutense de Madrid i a la Universitat d'Extremadura— amb la recerca historiogràfica, plasmada en diversos assajos i articles.
En 2010 va publicar Juan Negrín. Edición y estudio (2010), una col·lecció de texts de Juan Negrín amb un estudi introductori previ. Actualment és catedràtic d'Història Contemporània a la Universitat d'Extremadura (Facultat de Filosofia i Lletres -Departament d'Història-), Espanya.

### Campos d'interès historiogràfics bàsics
- Història espanyola entre 1931 i 1979 (des de la Segona República a la Transició Democràtica, passant per la Guerra Civil i el Franquisme).
- Política exterior espanyola i relacions hispano-britàniques entre 1931 i 1953 (incloent especialment la dècada dels anys trenta, el període de la Segona Guerra Mundial i l'inici de la Guerra Freda).
- Historiografia, teoria de la història i metodologia de la recerca històrica (tant en les seves dimensions gnoseològica i conceptuals com en les seves facetes pràctiques, docents i operatives).

### Reconeixements i premis
- Premi «Arturo Barea» de Recerca Cultural 2012, Diputació provincial de Badajoz, atorgat al treball presentat sota pseudònim i titulat Clío y las aulas. Ensayo sobre Educación e Historia, que va ser publicat per la institució patrocinadora l'any 2013: Clío y las aulas. Ensayo sobre Educación e Historia (Badajoz, Diputación Provincial de Badajoz, 2013, 315 páginas). ISBN 978-84-7796-232-8.
- Premi «Memòria Històrica» de les Joventuts Socialistes d'Extremadura 2010. Premi a la "Memòria Històrica" Luis Romero Solano pel conjunt de les obres dedicades a una figura històrica del socialisme: Negrín (Barcelona, Península, 2006) Juan Negrín. Textos y discursos políticos (Madrid, Centro de Estudios Políticos y Constitucionales, 2010).
- Guardó "El millor llibre de l'any 2005 (categoria de no-ficció) de la revista El Cultural, el suplement cultural del diari El Mundo, pel llibre Franco frente a Churchill. España y Gran Bretaña en la Segunda Guerra Mundial (Barcelona: Península, 2005).[4]
- Finalista del premio «Fundació Wellington» 2004 en l'II concurs d'articles periodístics, per l'article «La il·lusió del Edén terrenal» publicat en el suplement cultural del ABC el 22 de març de 2003.
- Premi extraordinari de doctorat Universitat d'Oviedo 1989, per la millor tesi doctoral aprovada en el curs 1988-1989.
- Premi extraordinari de llicenciatura de la Universitat d'Oviedo 1985, per la millor tesi de llicenciatura aprovada en el curs acadèmic 1984-1985.
- Premi Nacional d'Història 2017 per l'obra "Historia mínima de la Guerra Civil española".
- Distingit en 2017 per "La Nueva España" com a "Asturià del mes" d'octubre "pel seu extraordinari treball de recerca històrica".

## Obres[5]
- El Sindicato de los Obreros Mineros de Asturias. 1910-1930 (Oviedo: Universidad de Oviedo, 1986; ISBN 978-84-7468-111-6)
- Neutralidad benévola. El Gobierno británico y la insurrección militar española de 1936 (Oviedo: Pentalfa, 1990; ISBN 84-7848-429-9)
- La perfidia de Albión. El gobierno británico y la guerra civil española (Madrid: Siglo XXI de España, 1996; ISBN 978-84-323-0916-8)[6]
- La conferencia de Potsdam de 1945 y el problema español (Madrid: Instituto Universitario Ortega y Gasset, 1998; ISBN 978-84-95048-13-4)
- 'Sine ira et studio'. Ejercicios de práctica historiográfica (Cáceres: Universidad de Extremadura, 2000; ISBN 978-84-7723-407-4)
- Las caras de Clío: una introducción a la historia (Madrid: Siglo XXI de España, 2001; ISBN 978-84-323-1073-7)
- El reñidero de Europa. Las dimensiones internacionales de la guerra civil española (Barcelona: Península, 2001; ISBN 978-84-8307-376-6)
- La España de Franco (1939-1975): política y sociedad (Madrid: Síntesis, 2000; ISBN 978-84-7738-740-4)
- Francisco Franco. Crónica de un caudillo casi olvidado (Madrid: Biblioteca Nueva, 2002; ISBN 978-84-9742-027-3)
- La Guerra Civil (Madrid: Marcial Pons, 2003; ISBN 978-84-95379-69-6)
- La persistencia del pasado. Escritos sobre la historia (Cáceres: Universidad de Extremadura, 2003; ISBN 978-84-7723-542-2)
- El oficio de historiador (5.ª ed.) (Madrid: Siglo XXI de España, 2005; ISBN 978-84-323-1129-1)
- 1936. Los mitos de la guerra civil (Barcelona: Quinteto, 2004; ISBN 978-84-96333-57-4)[7]
- Franco frente a Churchill. España y Gran Bretaña en la segunda guerra mundial (1939-1945) (Barcelona: Península, 2005; ISBN 9788483076934)[8][9]
- Don Juan Negrín (Barcelona: Península, 2006; ISBN 84-8307-753-1)[10]
- 70 años, guerra civil española, 1936 (Mérida: Editora Regional de Extremadura, 2006; ISBN 978-84-7671-938-1)
- La semilla de la barbarie. Antisemitismo y holocausto. Planeta, 2009.
- La historia contemporánea en sus documentos (Barcelona: RBA Libros, 2011; ISBN 978-84-9006-039-1)
- La guerra de España (1936-1939). Estudios y controversias, Barcelona, RBA, 2012.
- Clío y las aulas. Ensayo sobre educación e historia, Badajoz, Diputación de Badajoz, 2013.
- (dir.) Las Caras de Franco: Una revisión histórica del caudillo y su régimen, Madrid, Siglo XXI, 2016. ISBN 978-84-323-1821-4
- Historia mínima de la guerra civil española (Madrid, Editorial Turner, 2016; ISBN 978-84-7506-677-6)